# Robert Davaux
Robert Jean Davaux (ca. 1885 - ca. 1965) was een Belgische kunstschilder uit de eerste helft van de 20e eeuw. Hij schilderde niet minder dan 900 doeken. Zijn voorkeur ging uit naar de natuur enerzijds: landschappen, bomenrijen, tuinen en naar het vrouwelijk schoon anderzijds. 
In 1913 nam hij deel aan de Prijs van Rome voor schilders. 
Davaux leefde en werkte in Brussel bij zijn zus Alphonsine Davaux (Inette), maar hij schilderde eveneens op andere locaties: Parijs, Londen, Berlijn, enz. De meeste van zijn verplaatsingen deed hij per fiets of per trein. Verschillende tentoonstellingen in heel België en ver daarbuiten maakten van hem een gewild kunstenaar. 
Naast het schilderen hield hij eveneens van de smeedkunst, het glasblazen, graveren en de beeldhouwkunst. Hij maakte honderden luchters van smeedijzer en gekleurd glas. Ook tal van pentekeningen en gravures zijn van zijn hand.
De meeste schilderijen en gravures van graveerder Robert Davaux kwamen terecht in privé-collecties en musea als gevolg van bestellingen en rechtstreekse verkopen; de laatste en ook de onafgewerkte werken kwamen voornamelijk via zijn zuster Marthe (gehuwd met Léon Giot ca. 1920) rond 1965 in handen van de familie Giot te Melle. Deze werken zijn inmiddels echter verspreid over heel België en het noorden van Frankrijk. 
Robert Jean Davaux was niet de enige in zijn familie met een creatieve geest: zijn neef Ferdinand Davaux, geboren op 18 maart 1878 te Charleroi was liedzanger en cabaretier in de streek van Charleroi. Van hem werd in 1957 een nieuwe reus gemaakt naar zijn beeltenis: Davau, géant de Charleroi (reus van Charleroi). 
Zijn zuster Marthe (1891-1954) was een verdienstelijke pianiste. 